# Старосенжарівська волость
Старосенжарівська волость — адміністративно-територіальна одиниця Полтавського повіту Полтавської губернії з центром у містечку Старі Сенжари.
Станом на 1885 рік — складалася з 8 поселень, 8 сільських громад. Населення 6709 — осіб (3382 осіб чоловічої статі та 3327 — жіночої), 1088 дворових господарств.

Старшинами волості були:
- 1900—1904 роках козак Микола Федорович Середа[2][3];
- 1913—1915 роках козак Юхим Миколайович Середа[4][5].